# Walter van Rosberg
Walter van Rosberg (Willemstad, 1921. május 10. – Willemstad, 2001. augusztus 14.) curaçaoói nemzetközi labdarúgó-játékvezető.

## Pályafutása

### Nemzeti játékvezetés
1947-ben lett az I. Liga játékvezetője. A nemzeti játékvezetéstől 1969-ben vonult vissza.

### Nemzetközi játékvezetés
A holland antilláki labdarúgó-szövetség Játékvezető Bizottsága (JB) terjesztette fel nemzetközi játékvezetőnek, a Nemzetközi Labdarúgó-szövetség (FIFA) 1953-tól tartotta nyilván bírói keretében. Több nemzetek közötti válogatott és klubmérkőzést vezetett, vagy működő társának partbíróként segített. 15 éven keresztül tevékenykedett a nemzetközi élvonalban. Az aktív nemzetközi játékvezetéstől 1969-ben  búcsúzott.

#### Labdarúgó-világbajnokság
Négy világbajnoki döntőhöz vezető úton Svájcba az V., az 1954-es labdarúgó-világbajnokságra, Svédországba a VI., az 1958-as labdarúgó-világbajnokságra, Chilébe a VII., az 1962-es labdarúgó-világbajnokságra, valamint Mexikóba a IX., az 1970-es labdarúgó-világbajnokságra a FIFA JB bíróként alkalmazta. 1962-ben a FIFA JB kifejezetten partbírói feladatok ellátására vette igénybe szolgálatát. 1969-ben az El Salvador–Honduras világbajnoki csoportselejtező mérkőzést követően – nem a játékvezető tevékenységének hatására - a  két ország között egy 6 napos háború tört ki! Selejtező mérkőzéseket a CONCACAF zónában vezetett. Partbírói mérkőzéseinek száma világbajnokságon:  2.

##### 1954-es labdarúgó-világbajnokság

###### Selejtező mérkőzés
| Időpont            | Helyszín                              | Mérkőzés típusa | Mérkőzés                        | Eredmény | Nézők száma |
| ------------------ | ------------------------------------- | --------------- | ------------------------------- | -------- | ----------- |
| 1953. december 27. | Paul Magloire Stadion, Port-au-Prince | középső csoport | Haiti–Mexikó                    | 0 – 4    | 27 000      |
| 1954. április 3.   | Paul Magloire Stadion, Port-au-Prince | középső csoport | Haiti–Amerikai Egyesült Államok | 2 – 3    | 10 000      |
| 1954. április 4.   | Paul Magloire Stadion, Port-au-Prince | középső csoport | Haiti–Amerikai Egyesült Államok | 0 – 3    | 6000        |

##### 1958-as labdarúgó-világbajnokság

###### Selejtező mérkőzés
| Időpont          | Helyszín                      | Mérkőzés típusa           | Mérkőzés                          | Eredmény | Nézők száma |
| ---------------- | ----------------------------- | ------------------------- | --------------------------------- | -------- | ----------- |
| 1957. április 7. | Központi Stadion, Mexikóváros | előselejtező (1. csoport) | Mexikó– Amerikai Egyesült Államok | 6 – 0    | 60 000      |
| 1957. június 30. | Központi Stadion, Mexikóváros | előselejtező (4. csoport) | Mexikó–Kanada                     | 3 – 0    |             |
| 1957. július 3.  | Központi Stadion, Mexikóváros | előselejtező (1. csoport) | Mexikó–Kanada                     | 2 – 0    |             |

##### 1962-es labdarúgó-világbajnokság

###### Selejtező mérkőzés
| Időpont           | Helyszín                      | Mérkőzés típusa         | Mérkőzés        | Játékvezető        | Eredmény | Nézők száma |
| ----------------- | ----------------------------- | ----------------------- | --------------- | ------------------ | -------- | ----------- |
| 1961. október 29. | Központi Stadion, Mexikóváros | rájátszás (1. mérkőzés) | Mexikó–Paraguay | Walter van Rosberg | 1 – 0    |             |

###### Világbajnoki mérkőzés
| Időpont         | Helyszín                        | Mérkőzés típusa              | Mérkőzés                    | Játékvezető       | Eredmény | Nézők száma |
| --------------- | ------------------------------- | ---------------------------- | --------------------------- | ----------------- | -------- | ----------- |
| 1962. május 31. | Sausalito Stadion, Viña del Mar | csoportmérkőzés (3. csoport) | Csehszlovákia–Spanyolország | Erich Steiner     | 1 – 0    | 12 700      |
| 1962. június 3. | Sausalito Stadion, Viña del Mar | csoportmérkőzés (3. csoport) | Spanyolország–Mexikó        | Branislav Tešanić | 1 – 0    | 11 875      |

##### 1970-es labdarúgó-világbajnokság

###### Selejtező mérkőzés
| Időpont          | Helyszín                            | Mérkőzés típusa      | Mérkőzés             | Eredmény |
| ---------------- | ----------------------------------- | -------------------- | -------------------- | -------- |
| 1969. június 15. | Marcel Saupin Stadion, San Salvador | 2. kör (2. mérkőzés) | El Salvador–Honduras | 3 – 0    |

#### CONCACAF-aranykupa
| Időpont           | Helyszín                     | Mérkőzés típusa | Mérkőzés         | Eredmény |
| ----------------- | ---------------------------- | --------------- | ---------------- | -------- |
| 1967. március 10. | Nemzeti Stadion, Tegucigalpa | döntő csoport   | Guatemala–Mexikó | 1 – 1    |
| 1967. március 17. | Nemzeti Stadion, Tegucigalpa | döntő csoport   | Honduras–Haiti   | 2 – 0    |

## Sportvezetői pályafutása
Az aktív nemzetközi játékvezetést befejezve hazája Játékvezető Bizottságának elnöke lett. Nemzeti- és nemzetközi sportdiplomáciai tevékenységének elismeréseként hazája Olimpiai Bizottságába választották és három olimpián keresztül végzett vezető sportdiplomáciai tevékenységet.

## Kapcsolódó szócikk
- 1967-es CONCACAF-bajnokság